# Jaume Doménech
Pour les articles homonymes, voir Domenech.
Jaume Doménech Sánchez, plus connu sous le nom de Jaume, est un joueur de football espagnol né le 5 novembre 1990. Il évolue au poste de gardien de but.

## En club
Valence CF
- Vainqueur de la Coupe d'Espagne en 2019

## Biographie
Né à Almenara dans la communauté de Valence, Jaume Doménech a commencé à jouer dans le club de sa ville natale puis il est parti vers les équipes de jeunes de Villarreal. Il fait ses débuts l'équipe C après être revenu de prêt du CD Onda. Mais il ne réussit pas à s'imposer dans le club de la banlieue de Valence.
À l'été 2013, après de brèves périodes avec le CD El Palo  et l'Huracán Valencia CF, Doménech signe dans l'équipe réserve de Valence. Il joue alors en Segunda División B. Il permet à son équipe de se maintenir deux années de suite dans cette division grâce à de bonnes performances comme titulaire.
Jaume Doménech est promu en équipe première lors de la saison 2015-2016 par l'entraîneur Nuno Espírito. Le 12 septembre, profitant des blessures de Diego Alves et de Mathew Ryan recruté pendant l'été, il joue son premier match en Liga. Son club l'emporte sur le score de 1-0 contre le Sporting Gijón. Il est même élu homme du match de par ses nombreux arrêts. Le jour suivant, le club annonce la signature d'un contrat professionnel qui porte jusqu'en 2018 avec une clause de rachat fixée à 30 millions d"euros. Trois jours plus tard, il fait ses débuts en Ligue des champions contre le Zénith Saint-Pétersbourg avec moins de succès puisque son équipe perd sur le score de 3-2. Il joue les deux matchs suivants face à Grenade et face à l'Olympique lyonnais. Il est l'auteur de nombreuses parades et va alors poursuivre son intérim dans les cages de Valence profitant toujours de la blessure longue durée de Mathew Ryan. Il est alors vivement apprécié par les supporters du fait de ces arrêts qui permettent de sauver de nombreux points à une équipe en difficulté. Il est vu comme l'un des gardiens les plus prometteurs de la Liga de par ses réflexes exceptionnels et sa capacité à arrêter les penalties. Mais avec le changement d'entraîneur et la nomination de Gary Neville, il perd progressivement sa place au profit de Mathew Ryan revenu de blessure.

## Statistiques
| Saison                | Club                  | Championnat           | Championnat | Championnat | Coupe(s) nationale(s) | Coupe(s) nationale(s) | Compétition(s) continentale(s) | Compétition(s) continentale(s) | Compétition(s) continentale(s) | Total | Total |
| Saison                | Club                  | Division              | M.          | B.          | M.                    | B.                    | Comp.                          | M.                             | B.                             | M.    | B.    |
| 2015-2016             | Valence CF            | Liga BBVA             | 9           | 0           | 0                     | 0                     | C1                             | 4                              | 0                              | 13    | 0     |
| Total sur la carrière | Total sur la carrière | Total sur la carrière | 6           | 0           | 0                     | 0                     | -                              | 3                              | 0                              | 9     | 0     |